# Phyllocycla gladiata
Phyllocycla gladiata – gatunek ważki z rodziny gadziogłówkowatych (Gomphidae). Występuje na terenie Ameryki Południowej.